# Ax Men: duri come il legno
Ax Men: duri come il legno (Ax Men) è una serie televisiva statunitense, trasmessa, negli Stati Uniti, da History. Il programma segue i duri lavori dei boscaioli, che ogni giorno mettono a dura prova la loro vita. La serie si sviluppa in alcune foreste apposite dell'Oregon, di Washington, del Montana e vicino ai fiumi della Louisiana e della Florida. In Italia, la serie, è cominciata il 29 marzo 2017, con la nascita del canale italiano Blaze. 

## Episodi

### Stagione 1
La prima stagione è stata trasmessa in Italia a partire dal 29 marzo 2017, ogni mercoledì alle 21:00.
| N° | Titolo | Titolo originale        | Prima TV USA   | Prima TV ITA   |
| -- | ------ | ----------------------- | -------------- | -------------- |
| 1  |        | Man vs. Mountain        | 9 marzo 2008   | 29 marzo 2017  |
| 2  |        | Risk and Reward         | 16 marzo 2008  | 5 aprile 2017  |
| 3  |        | Storm Season Strikes    | 23 marzo 2008  | 12 aprile 2017 |
| 4  |        | The Big Hit             | 30 marzo 2008  | 19 aprile 2017 |
| 5  |        | Market Meltdown         | 6 aprile 2008  | 26 aprile 2017 |
| 6  |        | Reversal of Fortune     | 13 aprile 2008 | 3 maggio 2017  |
| 7  |        | The Close Call          | 20 aprile 2008 | 10 maggio 2017 |
| 8  |        | Loggers Under Fire      | 27 aprile 2008 | 17 maggio 2017 |
| 9  |        | A Logger's Thanksgiving | 4 maggio 2008  | 24 maggio 2017 |
| 10 |        | Black Friday            | 11 maggio 2008 | 31 maggio 2017 |
| 11 |        | Storm of the Century    | 18 maggio 2008 | 7 giugno 2017  |
| 12 |        | The Toughest Season     | 25 maggio 2008 | 14 giugno 2017 |
| 13 |        | Picking Up the Pieces   | 1º giugno 2008 | 21 giugno 2017 |
| 14 |        | The Final Haul          | 8 giugno 2008  | 28 giugno 2017 |